# Flip Phillips
Pour les articles homonymes, voir Phillips.
Flip Phillips est un saxophoniste ténor américain de jazz et clarinettiste.

## Carrière musicale
Il débute à la clarinette en jouant dans un restaurant de Brooklyn entre 1934 et 1939. En 1940, la carrière de Phillips débute véritablement lorsqu'il intègre le groupe de Frankie Newton qu'il accompagne durant près de deux ans. Lorsque Phillips rejoint Larry Bennett en 1942, son instrument devient le saxophone ténor. Il est ensuite engagé dans l'orchestre de Benny Goodman, le groupe du trompettiste Wingy Manone puis celui du vibraphoniste Red Norvo en 1943.
Malgré une place confortable au sein de l'orchestre de Russ Morgan, une proposition lui est faite en 1944 de rejoindre l'ensemble du clarinettiste Woody Herman en remplacement du musicien Vido Musso. Il finit par accepter et poursuit avec cet orchestre jusqu'en 1946, où il est l'un des solistes les plus remarqués. À cette période il participe aussi aux arrangements de l'orchestre et pour The Woodchoppers, autre formation de Herman, mais plus petite. 

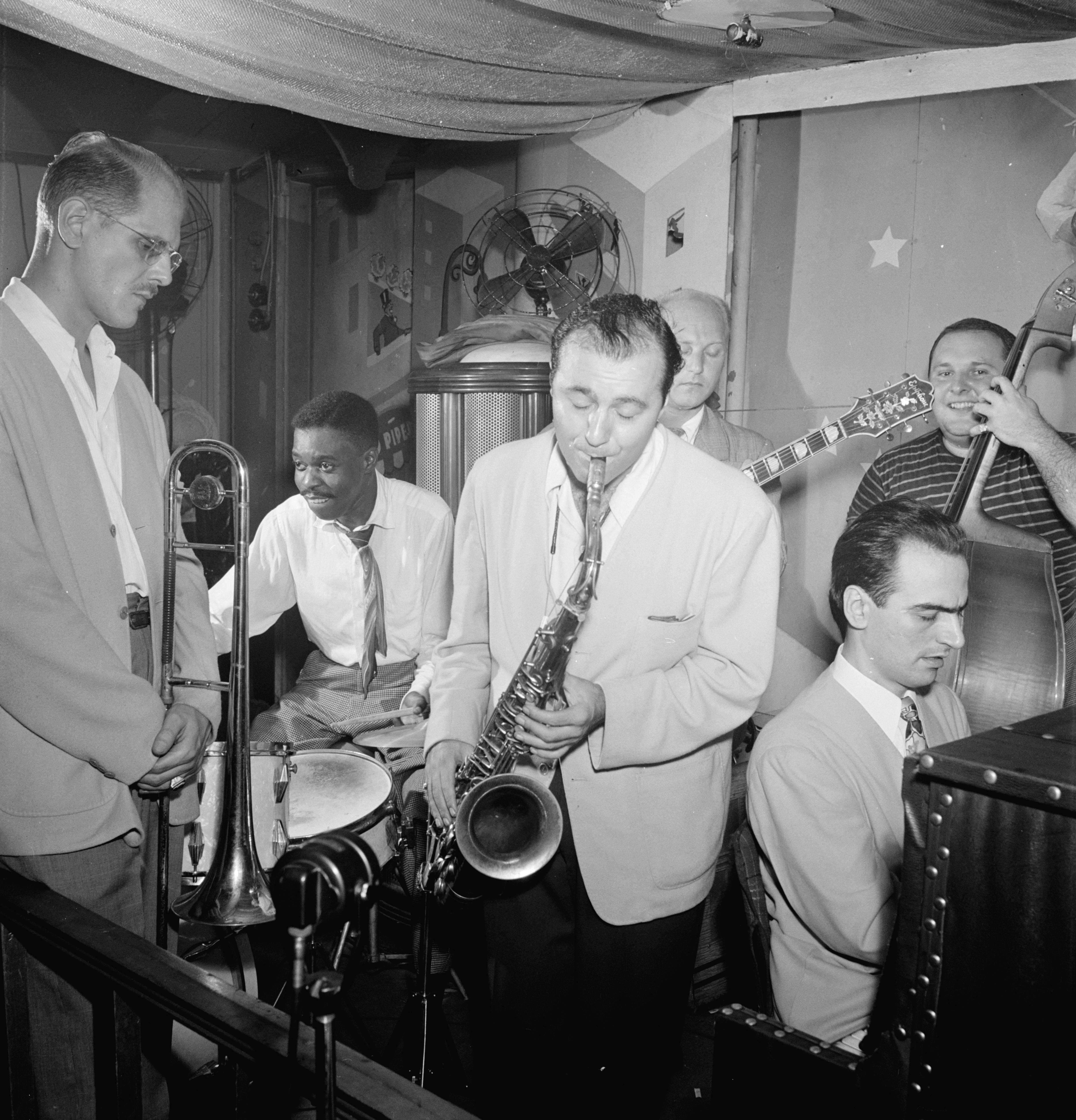
Flip Phillips en 1947 accompagné de Bill Harris, Denzil Best, Billy Bauer, Lennie Tristano, Chubby Jackson.

En 1946, il rejoint le groupe du Jazz at the Philharmonic (JATP) produit Norman Granz au sein duquel il reste jusqu'en 1957. Durant cette période, Phillips effectue de longues tournées, ce qui lui offre l'occasion de jouer aux côtés de musiciens reconnus, notamment Illinois Jacquet, Coleman Hawkins, Ben Webster ou encore Lester Young. Il se fait ainsi remarquer, comme sur le solo du morceau Perdido en 1947, l'un de ses plus célèbres. Son style un peu grinçant et rugissant, moins classique que celui de Lester Young, est peu apprécié par certains critiques mais lui permet de se faire un nom. Entre 1947 et 1955, son jeu est en général bien apprécié par la critique. Phillips choisit alors de s'éloigner de la scène pour prendre du recul et il s'installe en Floride pour rejoindre son ami le tromboniste Bill Harris pour jouer dans les clubs de jazz de la région.
À la fin des années 1950, il co-dirige avec Harris un petit groupe de musiciens issus de celui de Benny Goodman. Au cours des années 1960 et 1970, Philips apparait de façon occasionnelle lors de festivals (Newport -1972, Carnegie Hall -1976) ou pour un enregistrement,. À partir de 1975, il est de retour sur la scène jazz en participant à des concerts (tournées en Europe de 1982 et 1988), des festivals et à l'enregistrement de plusieurs albums notamment avec Woody Hermann et  Swing Is the Thing, qui est bien accueilli et intègre notamment deux importants saxophonistes Joe Lovano et James Carter.

## Style
Disciple de Coleman Hawkins et Ben Webster, il adopte volontiers un style à l'expressionnisme exacerbé notamment dans le contexte des concerts du JATP.
Il montre aussi ses qualités mélodiques dans l’interprétation des ballades.

## Morceaux choisis
- Sweet And Lovely, 1944 avec Woody Herman
- Apple Honey, 1945 avec Woody Herman
- Caldonia, 1945 avec Woody Herman
- Perdido, 1947 dans le cadre du Jazz at the Philharmonic

## Discographie sélective
En leader
| Enregistrement | Nom de l'album                                         | Label          |
| -------------- | ------------------------------------------------------ | -------------- |
| 1963           | Your Place or Mine?                                    | Jump Records   |
| 1971-73        | A Sound Investment                                     | Concord        |
| 1975           | Spanish Eyes                                           | Candid         |
| 1977           | Live at the Beowulf: Arbors Historical Series, Vol. 5  | Arbors         |
| 1986           | The Claw: Live at the Floating Jazz Festival           | S.O.S. Records |
| 1988           | Real Swinger                                           | Concord Jazz   |
| 1995           | Swing Is the Thing!                                    | Arbors         |
| 1999           | Celebrates His 80th Birthday at the March of Jazz 1995 | Verve Records  |